# Cours de la République (Villeurbanne)
Pour les articles homonymes, voir Cours de la République.
Le cours de la République est une voie de la commune française de Villeurbanne, dans le département du Rhône.

## Situation et accès
Le cours de la République est desservi par la station République - Villeurbanne de la ligne A du métro de Lyon.
Voies adjacentes
En partant du nord, le cours de la République croise les voies suivantes :
- rue Francis-de-Pressensé ;
- cours Émile-Zola ;
- rue Dedieu ;
- rue Anatole-France ;
- rue Louis-Becker ;
- cours Tolstoï ;
- rue du 4-Août-1789 ;
- place Albert-Thomas.

## Historique

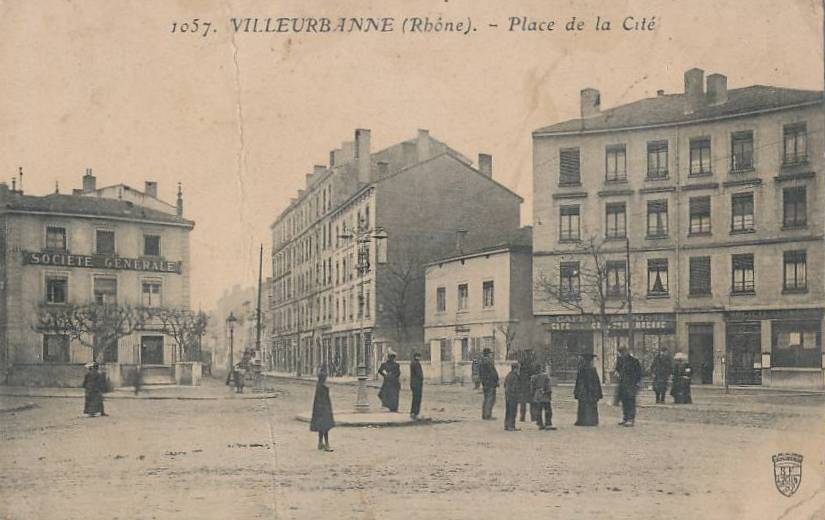
La place de la Cité au début du XX, actuelle place Albert-Thomas.

La voie qui constituera plus tard le cours de la République apparait sur un plan de Villeurbanne de 1843 et porte le nom de cours Napoléon. Cette voie, qualifiée de « prestigieuse », relie la place de la Cité-Napoléon, actuelle place Albert-Thomas, au chemin de la Rue-Neuve, actuelle rue Francis-de-Pressensé. Par délibération du conseil municipal du 1er décembre 1870, la statue de Napoléon Ier qui se situe du la place est enlevée, et la place et le cours du même nom sont débaptisés, dans le contexte du républicanisme en France au XIXe siècle.

## Bâtiments remarquables et lieux de mémoire
Plusieurs monuments et lieux villeurbanais remarquables se situent sur le cours Tolstoï. On compte parmi ceux-ci :
- n⁰ 25 : sur la façade de l'immeuble situé à ce numéro, une plaque rappelle le souvenir de Louis et Marguerite Adam, victimes de la barbarie nazie[1] ;
- n⁰ 51 : sur la façade de l'immeuble situé à ce numéro, une plaque rappelle le souvenir de Michel Yatzenko, fusillé à cet endroit, en date du 26 août 1944, par les Allemands[1] ;
- n⁰ 59 : Lazare Goujon, maire de Villeurbanne, a habité dans l'immeuble situé à ce numéro ;
- n⁰ 80 : Totem de Villeurbanne, sculpture de Guy de Rougemont, symbole de la ville de Villeurbanne[2].